# Julián López Mon
Julián López Mon (El Bolsón, Río Negro, Argentina, 4 de octubre de 1994) es un balonmanista argentino formado en el Handball El Bolsón. En 2014 se trasladó a Buenos Aires y jugó para el Club Ferro Carril Oeste, llegando a ser campeón del Torneo Apertura 2018 de la Liga de Honor Caballeros. Tras pasar por diversos equipos, actualmente forma parte del PROIN Triana con el que ha firmado por dos temporadas.

## Trayectoria

### Argentina
Empezó a jugar en la Escuela Municipal Handball El Bolsón, localidad donde nació y vivió hasta su marcha a Buenos Aires, donde llegó a jugar en Ferro Carril Oeste hasta mitad del 2018. Comenzó en categoría júnior, y al poco tiempo lo llamaron para jugar algunos  partidos en Ferro B para ganar experiencia. En el 2014 llegó a disputar algunos amistosos con el primer equipo.
En el 2015 se afianzó en la primera plantilla de Ferro, sumando minutos en cancha y disputando el Trofeo Clausura y el Super 4, quedando en ambos casos en segundo puesto tras el Colegio Ward.
En el Clausura de 2016, tras una ajustada victoria contra CA River Plate, Ferro quedó subcampeón detrás de UNLu, anotando 3 goles en 40 minutos jugados. Este subcampeonato suponía el pase al Nacional del año próximo y la disputa del Super 7. En este torneo llegó a disputar la final de la Super 4, de nuevo derrotado por el UNLu, siendo uno de los jugadores destacados de su equipo.
Al final de la campaña 2016, a través de los contactos del internacional argentino Agustín Vidal y a Walter Robles, entrenador en Escuela Municipal Handball El Bolsón, tuvo la oportunidad de hacer la pretemporada 2016/17 con el BM Ciudad Encantada, equipo español de Liga ASOBAL. Sin embargo, no continuó en el club al ocupar plaza de extranjero.
En la temporada 2017 disputó el Nacional de Clubes. En semifinal consiguió la victoria ante UNLu por un ajustado 34-33, con el aporte de un gol de López Mon, que garantizaba la disputa del próximo Panamericano de Clubes. La final la disputó contra Villa Ballester que no dio opciones a Ferro.
En el Panamericano de 2018 tuvo una destacada actuación jugando de central, tras la lesión de Manuel Crivelli, y fue el máximo goleador del partido, aunque perdió contra los locales del Taubaté Handebol. Ese mismo año se proclamó campeón del Apertura. El partido definitivo fue en la penúltima jornada contra Juventud Unida, anotando 9 goles.

### Europa
Tras la actuación en el Panamericano y Nacional, recibió ofertas desde Europa. Finalmente cerró un contrato con el  ASD Pallamano de Cologne, de la Serie A Elite, donde fue uno de los jugadores principales.
Después de regresar a Buenos Aires, en mayo de 2019, tras su paso por Italia, Julián López Mon tuvo intenciones de finalizar sus estudios en Profesorado de Educación Física, para continuar en Ferrocarril Oeste. Con la temporada iniciada y período de fichajes próximo a su cierre, dos jugadores argentinos, Bruno Cerrota e Ignacio Cantore, lo contactaron y firmó contrato con el CD Agustinos Alicante, de la Primera División Nacional, para la temporada 2019/20. En el club alicantino tuvo una buena actuación con 77 goles en 23 partidos disputados, pero no se consiguió el ascenso a División de Honor Plata.
La temporada 2020/21, firmó por un año por el Balonmano Caserío Ciudad Real, equipo que disputa la Primera Nacional de España. La temporada estuvo marcada por una grave lesión que sólo le permitió disputar 9 partidos en la fase regular anotando 29 goles. Además no pudo conseguir el ascenso a División de Honor Plata, en el Quijote Arena, en el partido definitivo ante el Club Handbol Esplugues.
En la temporada 2021/22, el argentino pasó a las filas del BM Ciudad de Algeciras de la misma Primera Nacional. Alcanzó un notable rendimiento, convirtiéndose en el sexto máximo goleador de la categoría al anotar 163 goles en los 30 partidos disputados.
A pesar de tener un año más de contrato en Algeciras, recibió un oferta del Handball Hazebrouck 71 de la Nationale 1 (tercera división del balonmano francés).
En la temporada 2023/24, volvió a España para formar parte del proyecto del CB Proin Triana de Sevilla. El entrenador Víctor Montesinos, quien venía de dirigir al Club Deportivo Elemental Sinfín Balonmano en Liga ASOBAL, lo considera un elemento clave para ascender a la División de Honor Plata. Además a partir de agosto de 2023 ya no ocupa plaza de extranjero al haber obtenido la ciudadanía española.

## Historial de Temporadas
| Temporada | Liga                              | Equipo                 | Fase         | Goles | Partidos | Media |
| --------- | --------------------------------- | ---------------------- | ------------ | ----- | -------- | ----- |
| 2019/2020 | Primera División Nacional Grupo E | CD Agustinos Alicante  | -            | 77    | 23       | 3,35  |
| 2020/2021 | Primera División Nacional Grupo F | CB Caserío Ciudad Real | -            | 27    | 9        | 3     |
| 2021/2022 | Primera División Nacional Grupo F | CB Ciudad de Algeciras | -            | 163   | 30       | 5,43  |
| 2022/2023 | Nationale 1 Poule 1 (Grupo 1)     | Handball Hazebrouck 71 | -            | 40    | 19       | 2,11  |
| 2023/2024 | 1ª División Gr.F                  | CB PROIN Triana        | 1ª Fase      | 74    | 26       | 2,85  |
| 2023/2024 | 1ª División Gr.F                  | CB PROIN Triana        | Fase Ascenso | 11    | 3        | 3,67  |

- Actualizado a final de temporada 2023/34